# Carlos Simon
Carlos Eugênio Simon (Braga, Rio Grande do Sul; 3 de setembre del 1965), més conegut simplement com a Carlos Simon, és un àrbitre de futbol brasiler. Simon és àrbitre internacional FIFA des de 1998. Fins ara ha dirigit partits en grans esdeveniments com de la Copa del Món 2002 o la Copa del Món 2006. El febrer del 2010 va ser assignat per arbitrar al Mundial 2010.